# Rue Pierre-de-Fermat
Pour les articles homonymes, voir Rue Fermat.
La rue Pierre-de-Fermat (en occitan : carrièra Pèire de Fermat) est une voie de Toulouse, chef-lieu de la région Occitanie, dans le Midi de la France.

## Situation et accès

### Description
La rue Pierre-de-Fermat est une voie publique. Elle se trouve au cœur du quartier Saint-Étienne, dans le secteur 1 - Centre.
Elle naît de la place Saintes-Scarbes, dans le prolongement de la rue Perchepinte et de la grande-rue Nazareth, qui vient de la place du Salin. Quoique son tracé soit ancien, elle a une largeur moyenne de 6 mètres, résultat des élargissements qu'elle a connus au XVIIIe siècle. Elle est longue de 143 mètres, pratiquement rectiligne et presque d'orientation nord-sud. Sur son parcours, elle reçoit à gauche la rue Merlane. Elle se termine en débouchant sur le côté sud de la place Saint-Étienne.
La chaussée compte une seule voie de circulation automobile en sens unique, de la place Saintes-Scarbes vers la place Saint-Étienne. Elle appartient à une zone de rencontre et la vitesse y est limitée à 20 km/h. Il n'existe pas de bande ni de piste cyclable, quoiqu'elle soit à double-sens cyclable.

### Voies rencontrées
La rue Pierre-de-Fermat rencontre les voies suivantes, dans l'ordre des numéros croissants (« g » indique que la rue se situe à gauche, « d » à droite) :
1. Place Saintes-Scarbes
2. Rue Merlane (g)
3. Place Saint-Étienne

## Odonymie
La rue Pierre-de-Fermat tient depuis 1806 son nom du célèbre Pierre de Fermat : on a en effet cru, suivant l'historien toulousain Alexandre Du Mège, qu'il y avait habité (actuel no 2), alors qu'il résida toujours dans la rue Saint-Rémésy,. Né dans la première décennie du XVIIe siècle, ce fils d'un marchand aisé de Beaumont-de-Lomagne, fut tout d'abord magistrat. Il fut conseiller du roi auprès du parlement de Toulouse en 1631, puis conseiller aux enquêtes du parlement en 1638. En 1642, il est nommé à la Chambre de l'Édit de Castres, où il siège en 1644, 1645, 1648 et 1649. Mais il est surtout connu comme « le prince des amateurs », polymathe et mathématicien auquel on doit un fameux théorème, scientifique féru de physique qui émit le principe de Fermat en optique, et encore poète, latiniste et helléniste. Il mourut le 12 janvier 1665 à Castres.
À la fin du Moyen Âge, la rue Pierre-de-Fermat portait le nom de rue de l'Orme-de-Saintes-Scarbes, car elle avait son origine en face d'un orme planté au milieu de la place Saintes-Scarbes. À partir du milieu du XVIe siècle, elle fut connue comme la rue des Nobles. En 1794, pendant la Révolution française, elle prit le nom de rue de l'Égalité.

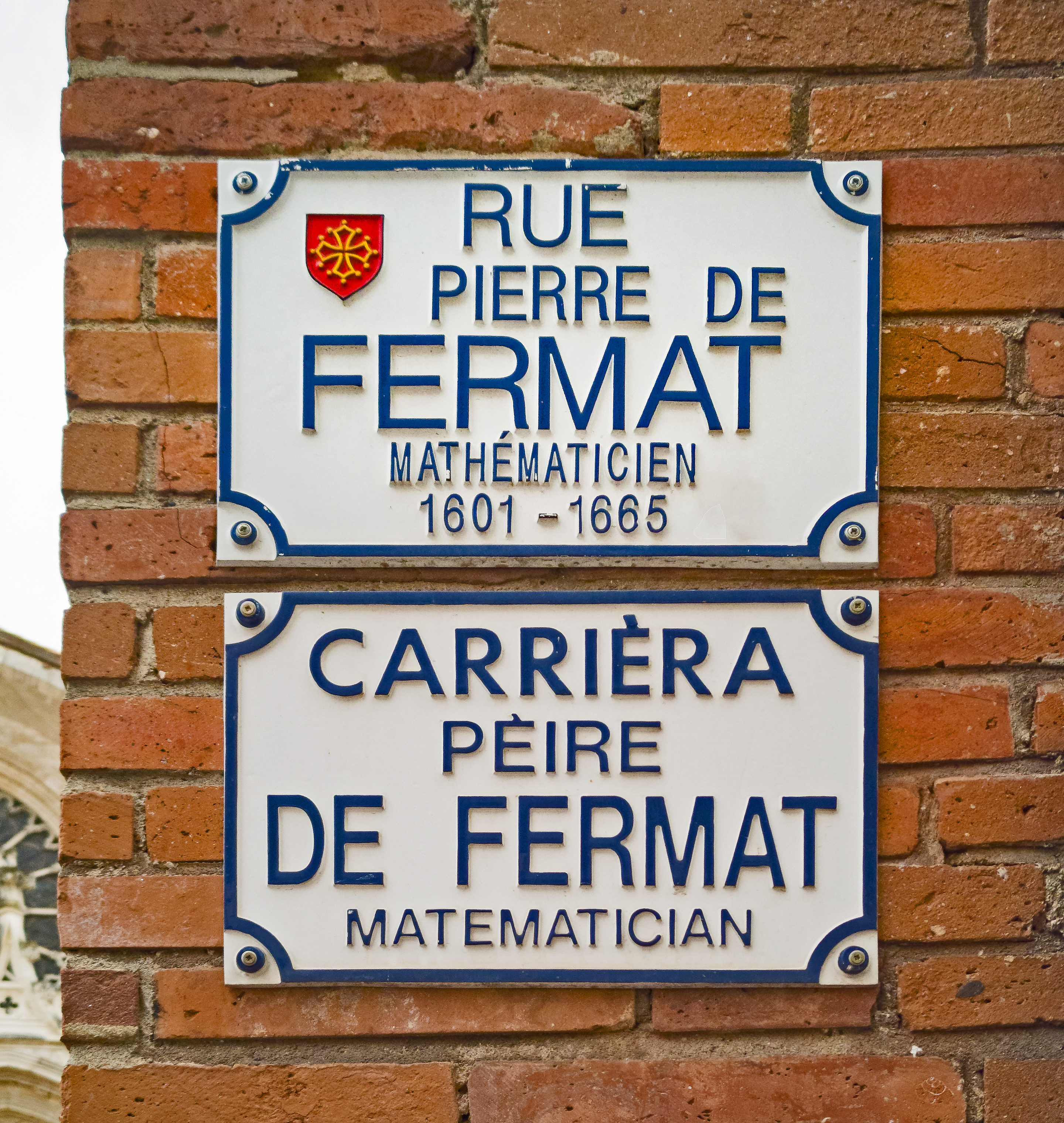
Plaques de rue en français et en occitan.
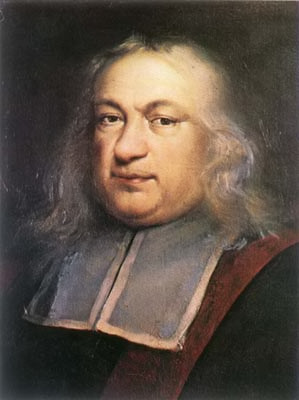
Portrait de Pierre de Fermat (anonyme, XVIIe siècle).

## Histoire
Au Moyen Âge, la rue de l'Orme-de-Saintes-Scarbes appartient au capitoulat de Saint-Étienne. Les parlementaires et les hommes de loi y ont toujours été nombreux : de là vient peut-être le nom qu'elle prend au milieu du XVIe siècle de rue des Nobles. Elle a conservé l'aspect qu'elle avait au XVIIIe siècle.

## Patrimoine et lieux d'intérêt

### Hôtels particuliers
- no  1-3 : hôtel Sevin-Mansencal. 
L'édifice se compose de deux hôtels particuliers différents (no 1 et 3), construits à la fin du XVIe siècle, qui ont appartenu à la famille Sevin-Mansencal. Le conseiller au parlement Jean de Mansencal, fils du premier président Jean de Mansencal, s'installe vers 1560 dans le bâtiment le long de la rue Merlane. Sa fille, Françoise de Mansencal, épouse de Pierre de Sevin, s'installe à son tour, vers 1607, dans un second hôtel : ce sont leurs héritiers qui réunissent ces deux hôtels. Les bâtiments sont remaniés en 1879 par l'architecte Durivage. 
Le premier bâtiment se compose de deux corps, le second (actuel no 3) étant plus élevé mais aussi plus profond, en saillie dans la cour. L'élévation sur rue se développe sur quatre niveaux de six travées. Les fenêtres sont rectangulaires, sauf celles du rez-de-chaussée qui, comme la porte cochère, ont été remaniées en 1879 et sont en plein cintre. La porte est surmontée d'un entablement avec frise et d'une corniche à denticules, qui alterne des motifs de pilastres et de modillons avec des bucranes et des ornements végétaux. Un large porche mène à la cour intérieure, où l'élévation se développe sur quatre niveaux de quatre travées. 
Sur le côté sud de la cour, un second bâtiment fait la jonction entre les deux hôtels. Il se compose d'un corps rectangulaire et d'une tour de même hauteur, où une porte munie d'un fronton donne accès à un escalier. Chaque étage est signalé par une petite fenêtre rectangulaire. 
Le troisième bâtiment (actuel no 1) se développe sur cinq niveaux dont un sous-sol (dont les caves voûtées pourraient dater du XIVe siècle), un rez-de-chaussée surélevé et trois étages, le dernier ayant été ajouté après 1879. Les encadrements de la porte et des fenêtres ont reçu un décor inspiré de la Renaissance, mais qui daterait seulement du XVIIIe siècle : bustes de femmes, hommes fantastiques, ornements végétaux... La partie la plus noble est traitée différemment : un avant-corps sur cul-de-lampe s'élève sur les 1er et 2e étages. Sur la façade postérieure de ce bâtiment, du côté du jardin, les fenêtres ont des encadrements en pierre avec bossages et corniches jusqu'au 2e étage. Le puits dans le jardin daterait du XVe siècle[4].

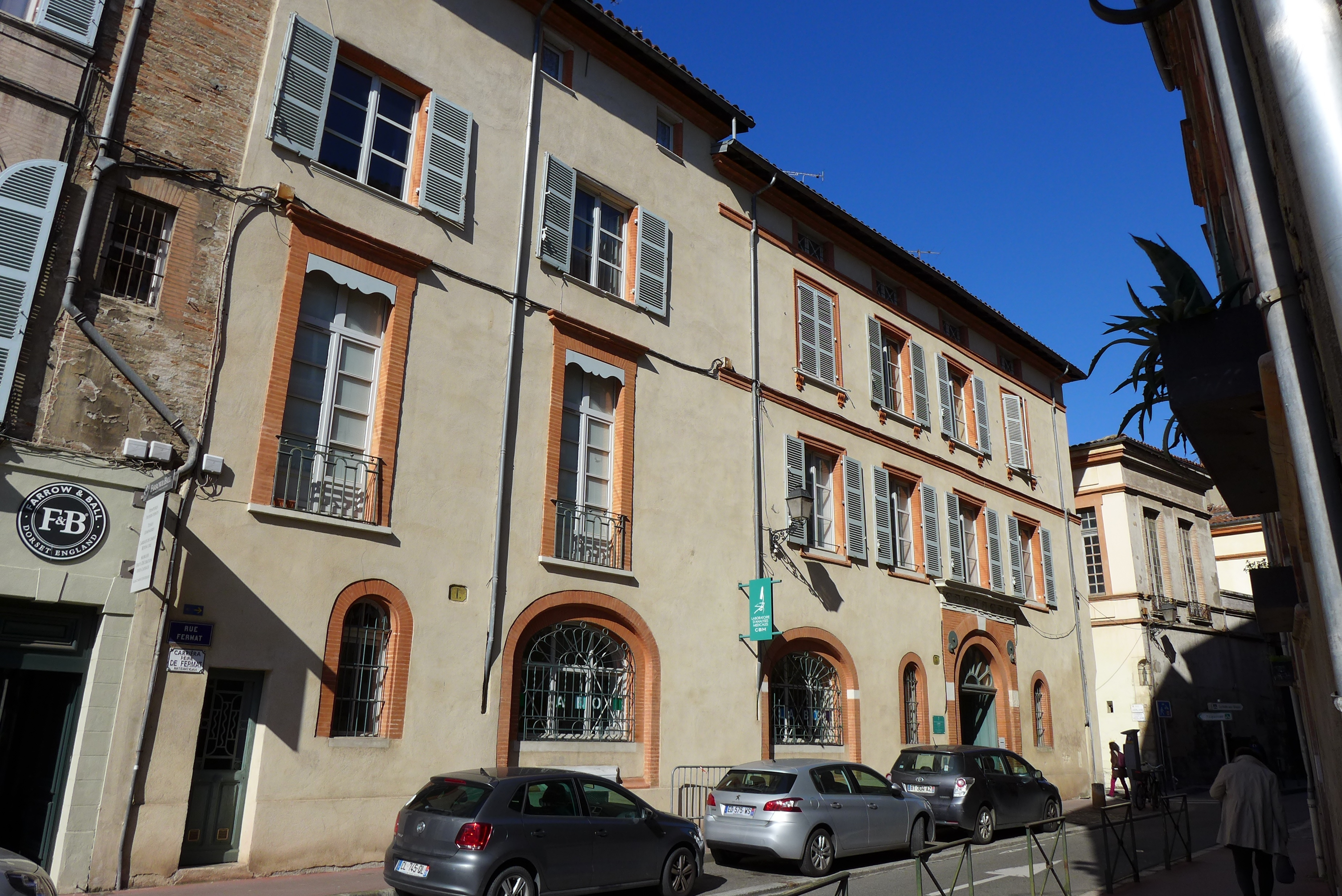
Façade de l'hôtel sur la rue Fermat.
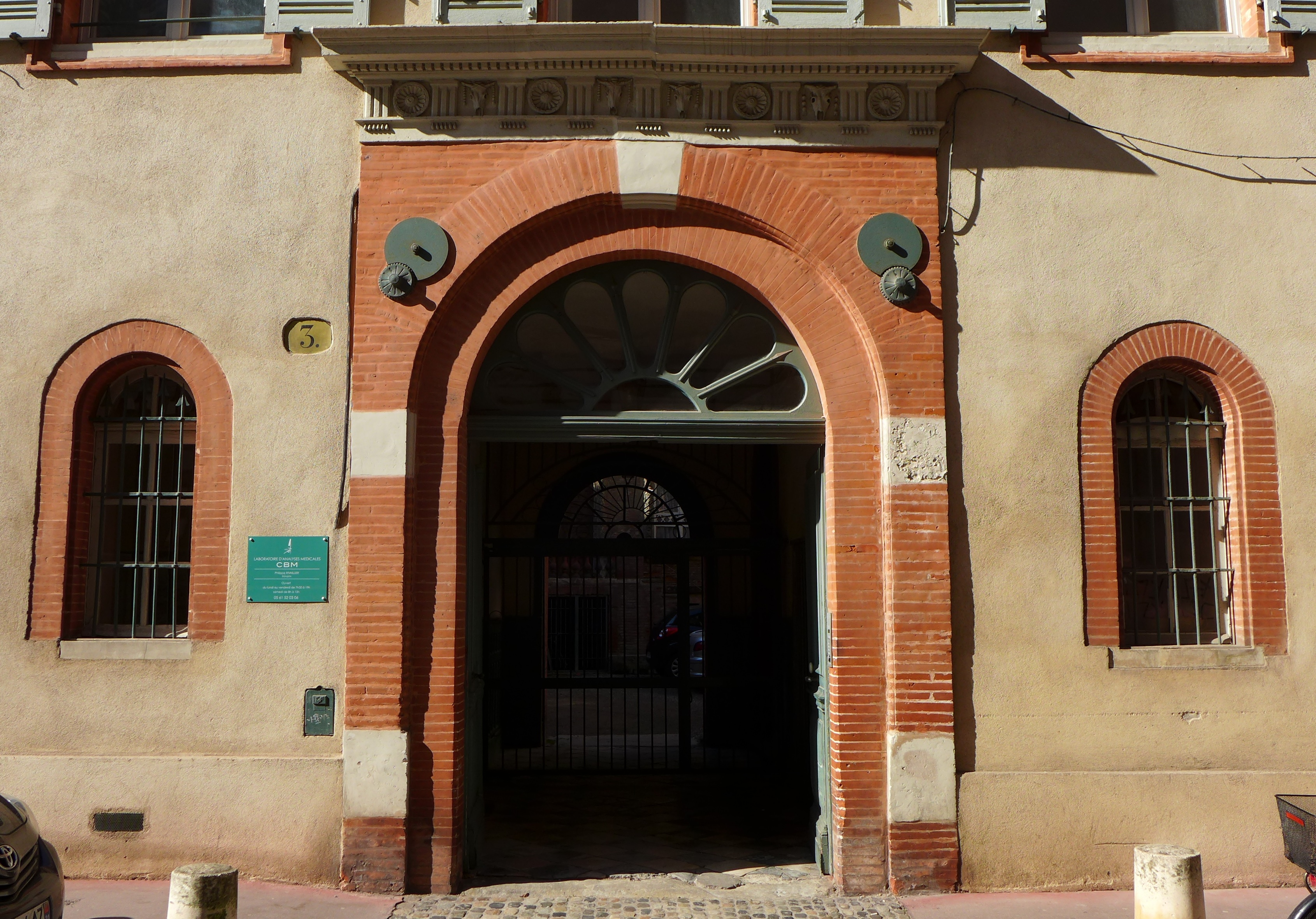
Détail du portail de l'hôtel.
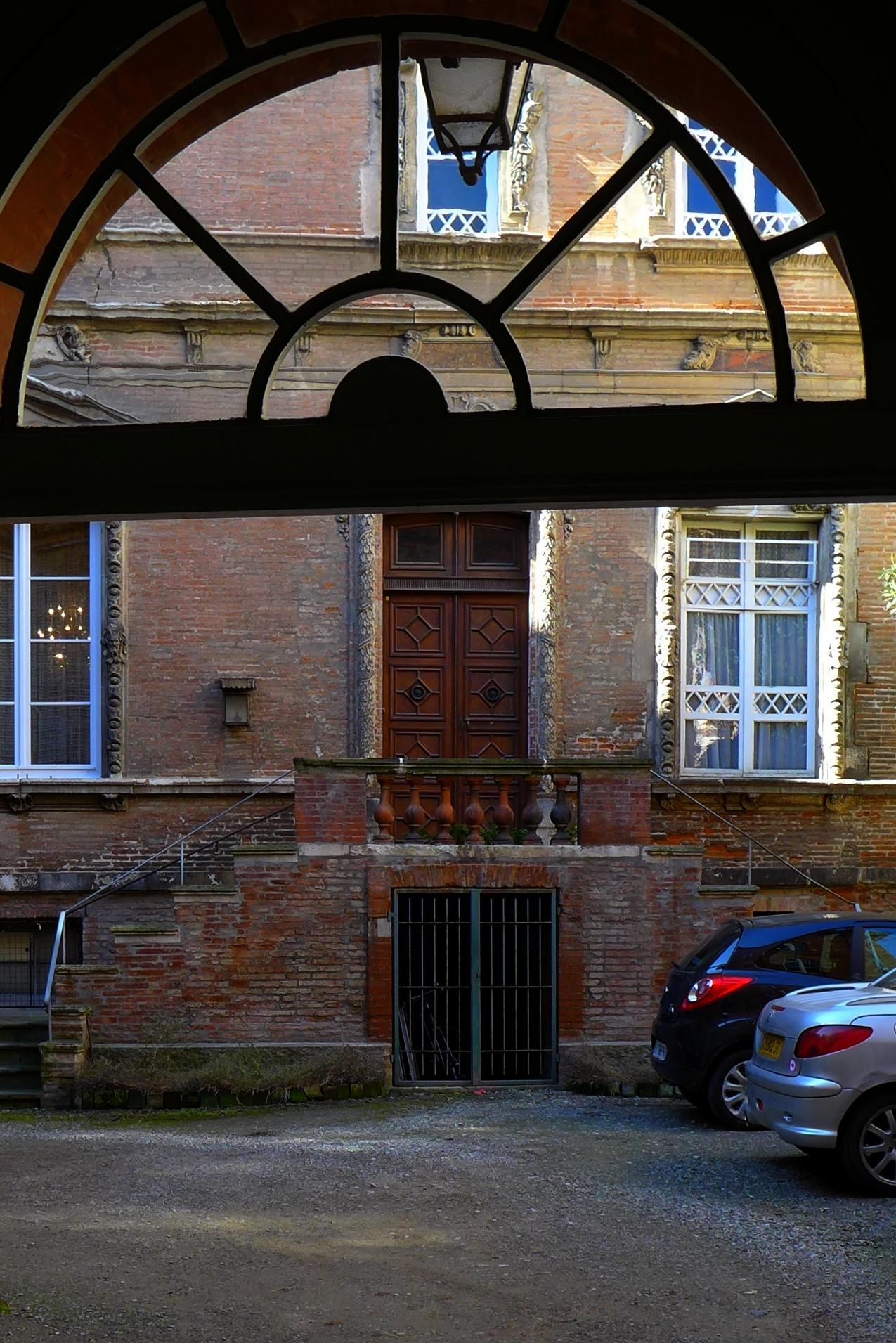
Cour intérieure de l'hôtel.
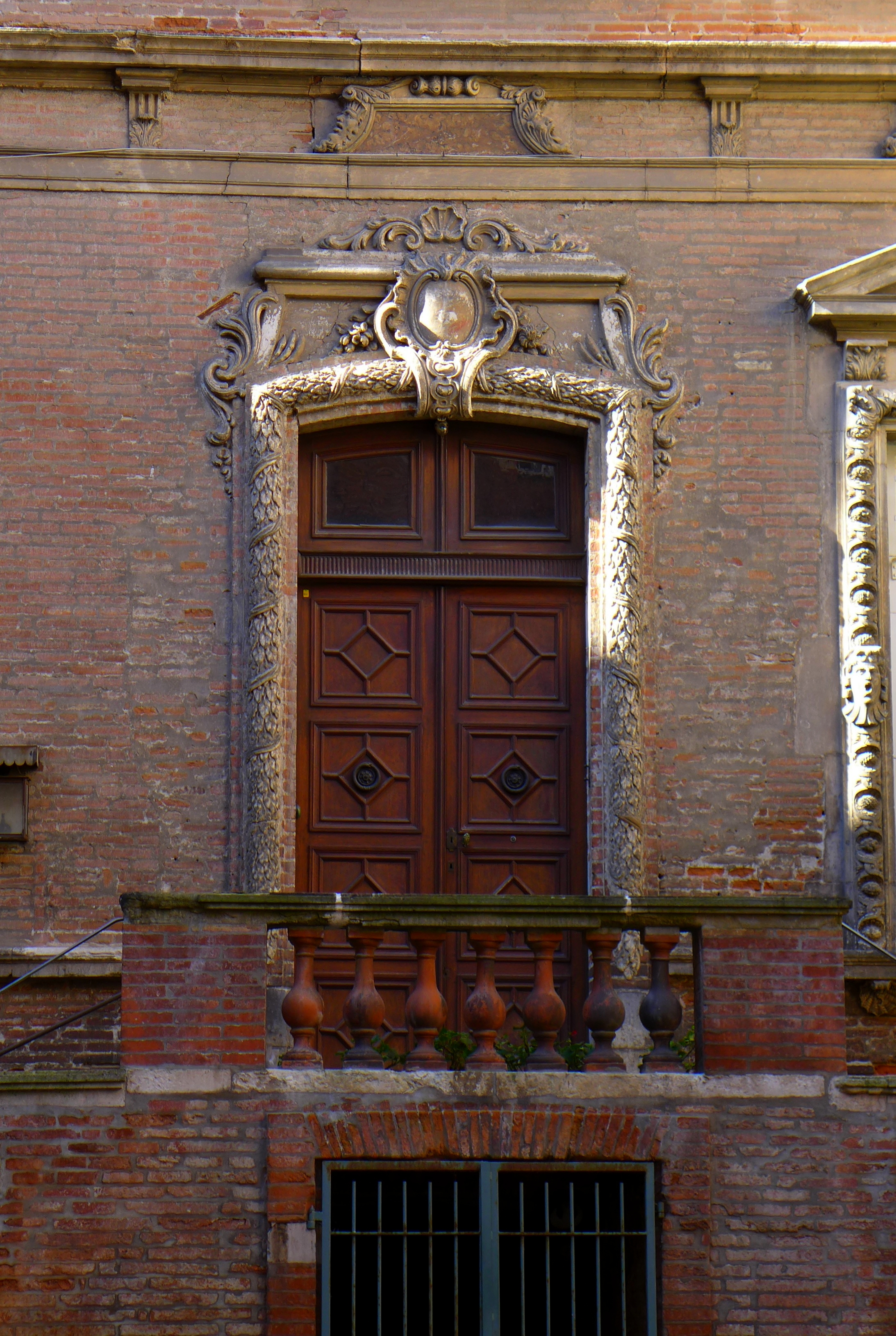
Détail de la porte sur la cour intérieure.

- no  5 : hôtel de Malenfant (ou de Panat) ; consulat honoraire du Venezuela. 
L'hôtel particulier est construit probablement à la limite entre le XVIIe siècle et le XVIIIe siècle, sur une parcelle qui appartient depuis le milieu du XVIe siècle à une famille de parlementaires, les Malenfant ; on retient particulièrement le nom de Pierre de Malenfant, juge-mage de Foix en 1679. L'hôtel s'organise entre cour et jardin[5],[6].

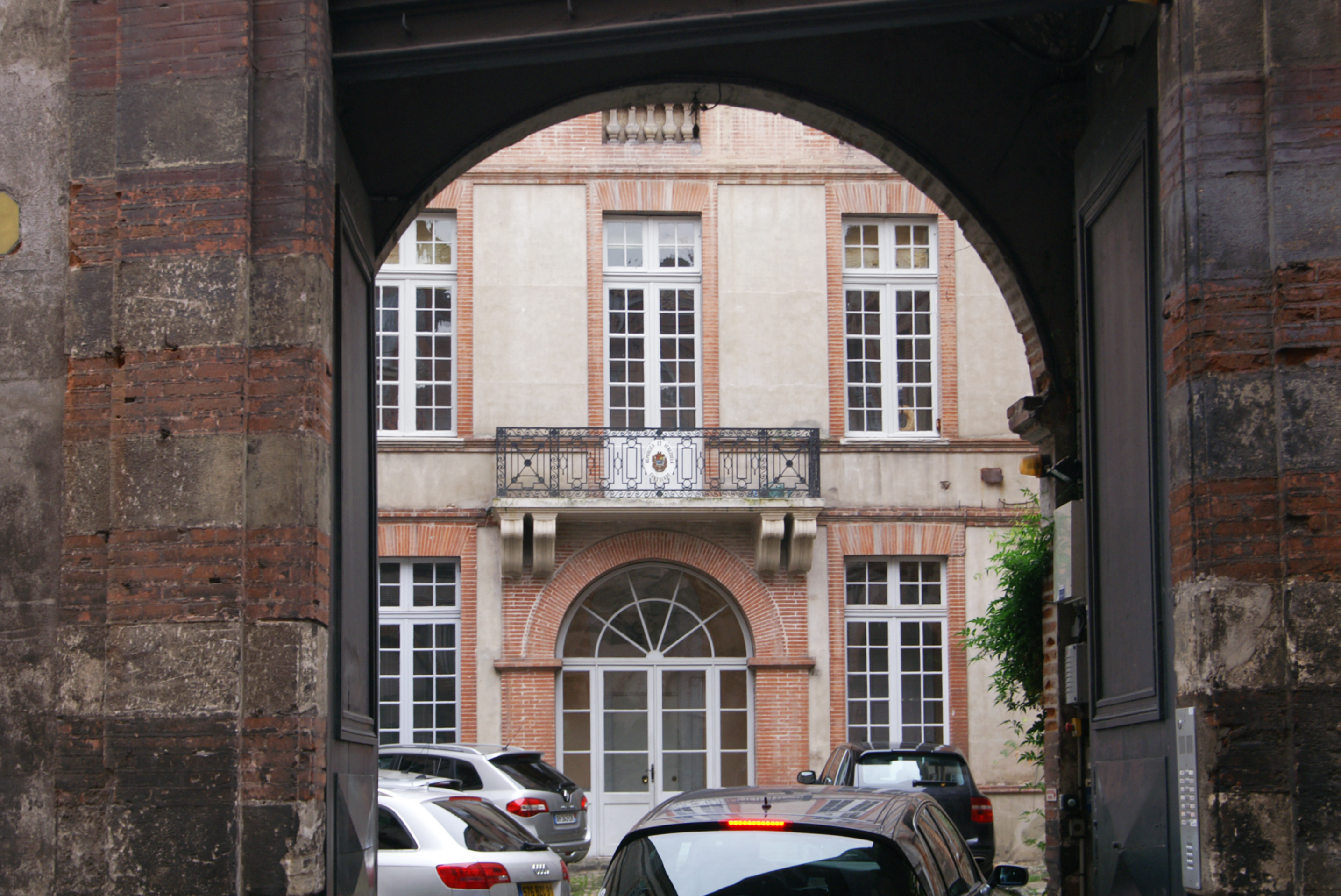
Cour intérieure de l'hôtel de Malenfant.

- no  11 : hôtel Roquelaine. 
L'hôtel particulier est construit à la fin du XVIIIe siècle. Les fenêtres du 1er étage ont des garde-corps en fer forgé aux motifs géométriques. Dans le corps de bâtiment principal, la rampe d'escalier en fer forgé a été reprise au XIXe siècle avec des éléments en fonte[7].

### Immeubles
- no  2 : immeuble. 
L'immeuble, construit au XVIIe siècle, présente une façade typique de l'architecture classique toulousaine. Il comporte quatre travées et trois étages. Au rez-de-chaussée, l'encadrement du portail alterne la brique et la pierre. Aux étages, les fenêtres sont rectangulaires, celles du 1er étage étant dotées de garde-corps en fer forgé[8].

- no  4 : immeuble. 
L'édifice, construit au XVIIIe siècle, comporte trois travées et trois étages. Au rez-de-chaussée, si l'arcade de boutique et la porte latérale droite n'ont été percées qu'en 1896 par l'architecte Labatut, la porte latérale gauche conserve une imposte en fer forgé caractéristique du XVIIIe siècle. Aux étages, les fenêtres sont couronnées par une corniche et conservent leur appui est en pierre. Celles du 1er étage sont ornées de balconnets en fer forgé[9].

- no  8 : immeuble. 
La construction de l'immeuble date du XVIIIe siècle, mais il est alors composé de deux corps de bâtiment reliés par un mur de clôture percé d'une porte cochère. En 1870, un corps de bâtiment de deux travées est construit au-dessus de la porte cochère, tandis qu'un escalier est aménagé dans la cour, qui est alors couverte. L'immeuble présente donc une façade homogène, qui comporte cinq travées et trois étages. Les fenêtres du 1er étage ont des lambrequins en fer forgé, des appuis en pierre et des balconnets en fer forgé[10].

- no  9 : immeuble. 
L'immeuble est construit dans la deuxième moitié du XVIIIe siècle. Il comporte deux travées et quatre étages, dont une surélévation en retrait. Au rez-de-chaussée, l'ouverture de boutique et la porte sont simplement séparées par un pilier en pierre de taille. Les fenêtres des étages sont rectangulaires et mises en valeur par des encadrements à ressauts, mais seules celles des 1er et 2e étages ont des garde-corps en fer forgé. L'élévation est couronnée par une corniche à modillons[11].

- no  13 : immeuble. 
L'immeuble se trouve à l'angle de la place Saint-Étienne. Il s'élève sur trois étages et présente sept travées sur la rue Pierre-de-Fermat. L'élévation est symétrique : la travée centrale et les deux travées latérales gauche et droite se distinguent par une légère saillie et par leurs arcades en plein cintre. Des tables rectangulaires séparent les niveaux et les travées. Aux étages, les fenêtres sont toutes rectangulaires, mais seules celles du 1er étage ont des balconnets en fer forgé représentant des balustres. L'ensemble est couronné d'une large corniche à modillons[12].

## Personnalités
- Jean-François d'Aubuisson de Voisins (1769-1841) : issu d'une famille de parlementaires, il naît dans un hôtel particulier à l'emplacement de l'actuel no 6. Pendant la Révolution française, il émigre, puis revient à Toulouse en 1805, où il est ingénieur en chef du corps des mines.

- François Maynard (1582-1646) : avocat au parlement, puis secrétaire de Marguerite de Valois, président au présidial d'Aurillac, puis conseiller d'État, il est aussi poète de langue française et membre de l'Académie française. Il est né dans un immeuble à l'emplacement de l'hôtel de Sevin-Mansencal (actuel no 1-3). Il est le fils du parlementaire Géraud de Maynard[13].